# 남부군 (영화)
남부군(南部軍)은 대한민국의 영화이다. 이태의 소설을 장선우의 각색으로 정지영이 연출한 작품이다. 한국 전쟁에 대해 이분법적 사고를 벗어난 대한민국 최초의 영화라는 평가가 있다.

## 줄거리
한국 전쟁 중 조선중앙통신의 종군기자로 전주에 간 이태(안성기 분)는 인민군이 패전하자 조선노동당 유격대에 합류한다. 그러다가 이태는 부상을 당하게 되고 간호병 박민자(최진실 분)를 만나 치료를 받는다.

## 출연
- 안성기 - 이태 역
- 최진실 - 박민자 역
- 최민수 - 김영 역
- 강태기 - 최소대장 역
- 이혜영 - 김희숙 역
- 트위스트 김 - 황대용 역
- 조형기 - 맹봉 역
- 독고영재 - 이봉각 역
- 신윤정 - 흰나리 역
- 허기호 - 김금일 역
- 문창근 - 왜가리 역
- 나기수 - 성만석 역
- 박홍근 - 하동무 역
- 남포동 - 선요원 역(우정출연)
- 박용팔 - 주성일 역
- 김지영 - 마을 아낙 역
- 장승화 - 방준표 역
- 안종환 - 박형규 역
- 배병수 - 이동규 역
- 장병조 - 양지하 역
- 최명숙 - 최문희 역
- 임대호 - 마동무 역
- 임창정 - 전세용 역
- 노재희 - 앵두 소년 역
- 김영신 - 허인선 역
- 강능원 - 최중대장 역
- 조병곤 - 지사장 역
- 이진우 - 신영균 역
- 전범수 - 고학진 역
- 백종선 - 마을 여인 역
- 박정수 - 명자 동무 역
- 황미선 - 안경희 역
- 김우석 - 토벌대장 역
- 문혁 - 아이 역
- 정형채 - 환자 1 역
- 이학재 - 환자 2 역
- 전미숙 - 통신사 여대원 역

## 제작진
- 감독/제작 : 정지영
- 기획 : 박건섭
- 각본 : 장선우
- 촬영 : 유영길
- 조명 : 김동호
- 편집 : 김현
- 음악 : 신병하
- 특수효과 : 이정일

## 수상
- 1990년 제11회 청룡영화상
  - 감독상(정지영)
  - 남우주연상(안성기)
  - 남우조연상(최민수)
  - 신인여우상(최진실)